# Autoroute A 315
Die Autoroute A 315 ist eine französische Autobahn, die von der A 4 abzweigt und als Zubringer für Metz sowie der Südostumfahrung von Metz dient. Die Autobahn besitzt eine Länge von 3,0 km. Sie wurde 1990 eröffnet.